# Лорън Блейкли
Лорън Блейкли (на английски: Lauren Blakely) е американска журналистка и писателка на бестселъри в жанра еротичен любовен роман и романтичен трилър. Пише за юноши под псевдонима Дейзи Уитни (Daisy Whitney).

## Биография и творчество
Лорън Блейкли е родена в Калифорния, САЩ. Завършва университета „Браун“. След дипломирането си работи 15 години като репортер и журналист за телевизионните, медийните и рекламните дейности за търговски публикации. Пише и като призрачен писател.
Първият ѝ роман „The Mockingbirds“ от едноименната поредица за тийнейджъри е издаден през 2010 г. под псевдонима Дейзи Уитни.
От 2013 г. напуска работата си на журналист и започва да пише любовни романи за възрастни под истинското си име.
Лорън Блейкли живее със семейството си в Калифорния.

## Произведения

### Като Лорън Блейкли

#### Самостоятелни романи
- Far Too Tempting (2013)
- Out of Bounds (2016)
- The V Card (2017) – с Лили Валънтайн
- Wanderlust (2018)
- Part-Time Lover (2018)
- The Real Deal (2018)
- Unbreak My Heart (2018)
- Birthday Suit (2018)
- Unzipped (2018)
- The Break-Up Album (2018)
- The Dating Proposal (2019)
- Satisfaction Guaranteed (2019)

#### Серия „Влюбени“ (Caught Up in Love)
1. Caught Up In Us (2013)
2. Pretending He's Mine (2013)
3. Trophy Husband (2013)
4. Playing With Her Heart (2013)

#### Серия „Съблазнителни нощи“ (Seductive Nights)
1. Night After Night (2014)
2. After This Night (2014)
3. One More Night (2014)
4. A Wildly Seductive Night (2016)

#### Серия „Биг Рок“ (Big Rock)
1. Big Rock (2015)
2. Mister O (2016)
3. Well Hung (2016)
Надарен, фен-превод
4. Full Package (2016)
5. Joy Ride (2017)
6. Hard Wood (2017)

#### Новели
- Most Irresistible Guy (2018)
- Strong Suit (2019)

#### Сборници
- 21 Stolen Kisses (2015)

### Като Дейзи Уитни

#### Самостоятелни романи
- When You Were Here (2013)
- Starry Nights (2013)
- The Fire Artist (2014)

#### Серия „Присмехулници“ (Mockingbirds)
1. The Mockingbirds (2010)
2. The Rivals (2012)